# 希腊国家男子篮球队
希腊国家男子篮球队，曾9次代表希腊参加男篮世锦赛，1994年和1998年获世锦赛第四名，2006年获亚军。参加世界篮球锦标赛21次，获得2次冠军、1次亚军和1次第三名。

## 球队历史
篮球在希腊有着悠久的历史和传统(希腊是国际篮联8个创始会员国之一)，但是希腊国家队直到80年代中期成绩才显得突出，从1986年起，国家队就坚持参加21岁以下前青年锦标赛和19岁以下青年锦标赛，青年队伍也获得过欧洲和世界比赛的奖牌。

### 1949-1952: 初登国际舞台
希腊队第一次在国际比赛中亮相是在1948年埃及开罗的欧洲篮球锦标赛，希腊队圆满的完成了他们国际赛场中的首次亮相，在单循环的七支球队中取得了4胜2负的成绩摘得了当届赛事的铜牌，唯一输掉了和埃及国家队和法国国家队的比赛。
希腊在巴黎1951年的欧锦赛上再次出现在欧洲赛场在预赛小组中以2胜1负的成绩晋级半决赛圈，但是在面对超级强队苏联，捷克和同样强大的意大利队时连续输掉了这三场比赛，之后再排位赛中又相继输给了土耳其和比利时，最终在那次赛事中名列18支球队的第八名。

### 六七十年代: 黑暗的二十年
在接下来的二十年中，希腊国家队只有零星的参加了几次的欧锦赛，没有取得什么耀眼的成绩，不过球队仍然没有取得过这一时期参加世界锦标赛和奥运会的资格。这种局面在80年代中期有了改变，希腊国内涌现出一批具有很高篮球天分的球员推动了希腊国家队的进步，铺设了一条希腊篮球"文化复兴"之路。
第一次标志性的事情就是希腊队取得了1986年世界篮球锦标赛的资格，并且在那届赛事上排名第十，对于一支经验不足的球队来说，这个成绩是很受肯定的。

### 1987年欧洲篮球锦标赛
1987年希腊承办了这一届的欧锦赛，继前一年希腊国家队在世锦赛中取得不错的成绩，持续增加了人们对希腊国家队在这届赛事中的期待，但是没有人能期望到如下的成绩；
1987年欧锦赛，是欧洲篮协的第二十五次地区性锦标赛，有12个国家参加了这届比赛，雅典是这届赛事的承办地。
希腊队在小组排名第四的不利形势下在淘汰赛阶段发挥出色，连克强敌，击败了包括意大利，南斯拉夫和苏联这样的传统强队，从而历史上第一次夺得了欧洲篮球锦标赛的桂冠。希腊国家队当年的阵容包括了帕纳约蒂斯·扬纳基斯，帕纳约蒂斯·法索拉斯，法尼斯·克里斯托多罗，尼克斯·斯达夫罗泊罗斯(Nikos Stavropoulos)，阿基里斯·坎波利斯(Argiris Kambouris)，尼克斯·利纳多斯(Nikos Linardos)，帕纳季奥梯斯·卡拉扎斯(Panagiotis Karatzas)，米查利斯·罗马尼蒂斯(Michalis Romanidis)，尼克斯·飞利浦(Nikos Filippou)，列沃里斯·安德烈索斯(Liveris Andritsos)，麦莫斯·约安努(Memos Ioannou)和那届欧锦赛的最有价值球员尼克·加利斯，当时的主教练为卡斯塔斯·玻利蒂斯(Kostas Politis)。
希腊国家队在和决赛中当时强大的对手苏联队激烈的比赛中取得了凯旋的那一刻，国家队以两分得优势(103-101)加时击退苏联。
在这届比赛中尼克·加利斯总共取得了296分(场均37分分 - 此届锦标赛的最佳射手和最有价值球员，杨那基斯投得101分，帕纳约蒂斯·法索拉斯投得98分，法尼斯·克里斯托多罗得到70分，阿基里斯·坎波利斯(Argiris Kambouris)得到53分，列沃里斯·安德烈索斯(Liveris Andritsos)得到24分，米卡萨利斯·罗马尼蒂斯(Mixalis Romanidis)得到18分，麦莫斯·约安努(Memos Ioannou)得到16分，尼克斯·飞利浦(Nikos Phillipou)得到16分，利纳多斯(Linardos)得到4分，卡拉扎斯(Karatzas)得到2分，斯达夫罗泊罗斯(Stavropoulos)得到1分。
在此后一年的1988年汉城奥运会前，希腊国家男子篮球队准备好了36年来首次出现在奥运会赛场上，但是未能如愿。球队在奥运会资格赛中的表现令人失望惨遭淘汰，不过很快他们证明了希腊队不是一颗过眼云烟的流星，在1989年的欧锦赛中球队立刻证明了这一点，球队打进了最后的决赛，证明了希腊队不是靠着灵光一线的奇迹也不是仰仗着主场优势才可以取得佳绩的。希腊国家队在半决赛上击退了苏联队，但在这之后的决赛中称臣于南斯拉夫队。

### 1990-1998: 持续的高水平但未能夺牌
在下一个十年中，希腊在国家队和俱乐部层面都取得了一系列成功的国际比赛成绩。希腊国家队出席了几乎所有的国际性大赛(1992年巴塞罗纳奥运会除外)，取得了不错的成绩，大赛排名没有跌出过前六(也总是止步于4强)；但同时，球队也遇到了很大的挫折，球队进入半决赛后从来没有能够取得决赛资格也没能在季军争夺战中抢下铜牌。
在1990年的阿根廷世锦赛中，球队遇到了新的挑战，十年间的头一遭队内的核心球员，第一号得分手尼克·加利斯因伤不能参加比赛，尽管如此，球队还是在老后卫和年轻一代球员的混合编制下取得了一个不错的名次-第六名。
在1991年的欧锦赛上希腊队排在第五名，在这之后的三届比赛中(1993, 1995, 1997)球队都打进了半决赛但是都最终只取得了第四名。
1994年的世界篮球锦标赛中球队打进了半决赛，但是半决赛中被美国梦之三队所淘汰，在之后的季军争夺战中希腊队60-78败在了克罗地亚队的手上，世锦赛4强的成绩可以等同于球队在1987年拿到的欧洲冠军头衔，证明希腊篮球队仍然是一支出色的球队。
1998年的世锦赛希腊成为了东道主，这次球队才次成功的杀入了半决赛，在争夺决赛权的比赛中和南斯拉夫队激烈的打到了加时赛最后依然令人失望的丧失了进军决赛的机会，在之后的季军争夺战中，铜牌早已为爆冷失利的美国队所预定，希腊国家队最终还是61-84败给了美国队，才一次的和第四名亲密接触也依然没能拿到奖牌。
尽管在这是二十年中球队取得了一些优秀的成绩，但是希腊篮球队总是以许多理由丧失了晋级奥运会的机会。使人困惑的第二次出现在奥运赛场的梦想在1996年得以实现，球队取得了1996年亚特兰大奥运会得参赛资格，并且最终取得了第五名的优秀成绩，那支希腊国家篮球队是由部分1987年就在队的老将(扬纳基斯，克里斯托多罗，法索拉斯，帕塔沃卡斯)和部分新星(比如 希加拉斯，奥伊科洛姆和范塞亚斯)。

### 1999-2004: 成绩一落千丈和球队得以重生
在超过了二十年的辉煌成绩后，国家队之后的成绩不正常的迅速下滑使得许多球迷不能接受，部分原因是球迷不能接受国家对如此突然的下降速度，希腊国家篮球队在1999年和2001年的欧锦赛中都惨败而归，而且失去了晋级悉尼奥运会和2002年世锦赛的资格，糟糕的战绩导致球队和希腊篮协之间的关系也出了问题，最终希腊国家篮球队在2003年欧锦赛前进行了队内大调整，聘请了新教练洛尼蒂斯(Ioannidis)以及提升了新一批的年轻队员的加入，这次调整尝试得到了部分的成功，在03年的欧锦赛中希腊队最终取得了第五名的成绩，但是大众还不是很满意，因为第五名离成功还有不少的路要走。
一年后，希腊最为雅典奥运会的东道主参加了这一届奥运会的篮球比赛。在首轮中希腊在小组赛中取得3胜2负列小组第二，排在立陶宛队之后进入四分之一决赛，但在四分之一届赛中他们被最终取得金牌的阿根廷队以69-64微弱的优势所淘汰，虽然希腊国家队很渴望取得一块奖牌，但是实际上希腊最终只取得了第五名的成绩，这和1996年亚特兰大奥运会所取得名次是相同的，上一次希腊队在争夺第五名的比赛中85-75击败了波多黎各队。

### 2005年欧洲篮球锦标赛
在2005年的欧洲篮球锦标赛中希腊队在小组赛中以2胜1负小组第二的身份晋级附加赛阶段比赛，在附加赛中球队干净利落的67-61击败了以色列队进入四分之一决赛，球队在与俄罗斯队的比赛中又以66-61击退对手再一次的闯入了欧锦赛的半决赛，这一次希腊队把握住了机会，艰难的以67-66淘汰了状态正好的法国队，法国队在比赛剩1分钟的时候还领先7分，但是希腊队依靠最后时刻依靠迪米特里奥斯·戴阿曼提迪斯的两个弧顶3分命中，特别是终场哨声响起前投入一个压哨制胜的三分球，球队最终一分险胜法国涉险过关进入了决赛，希腊队在决赛中以78-62轻松战胜了德国队球队历史上第二次登上了欧洲篮球最高的领奖台。

### 2006年世界篮球锦标赛
希腊队在这次世锦赛中分在一个实力非常强得小组，C组。但是他们连续取得了5场比分都非常接近比赛的胜利，他们得以以小组第一的身份晋级16强，在16强中以95-64大比分淘汰了姚明领衔的中国队继续向四分之一决赛迈进，四分之一决赛中希腊男篮又干净利落的以73-56的较大优势击退欧洲强队法国队；在半决赛中希腊队面对的是强大而且无可争议的冠军大热门美国梦之七队，在这场比赛中希腊队展现了巧妙的篮球技术和极高的篮球素养，无论是进攻还是防守都相当出色，最终球队101-95战胜了美国男篮，历史第一次闯进了世界篮球锦标赛的决赛，但是决赛中在赛前舆论一致看好希腊队的情况下希腊队发挥严重失常，以47-70惨败给缺少了核心球员保罗·加索尔的西班牙队，最终希腊队令人惊奇又充满遗憾的取得了这届世锦赛的银牌，不管怎么说取得了银牌又淘汰了美国队的希腊国家篮球队在返回希腊的时候还是受到了国内如英雄般的欢迎。

### 2024年巴黎奧運
希臘隊於前一年的世界盃僅獲得第15名，因此須參加奧運資格賽。在6搶1的比賽中，希臘隊戰勝多明尼加、埃及、斯洛維尼亞、克羅埃西亞睽違16年再度獲得奧運資格。小組賽面對加拿大、西班牙、澳大利亞，堪稱賽事「死亡之組」，以1勝2敗與澳洲、西班牙同戰績，最終排名小組第三，希臘晉級八強，面對前一年的世界盃冠軍德國。在陣容劣勢下不敵對手，第四度於奧運會止步八強，無緣刷新紀錄。

## 参加的国际篮联赛事

### 奥运会
- 1952年 - 第十七名
- 1996年 - 八強
- 2004年 - 八強
- 2008年 - 八強
- 2024年 - 八強

### 世界篮球锦标赛
- 1986 - 第10名
- 1990 - 第6名
- 1994 - 第4名
- 1998 - 第4名
- 2002- 未参赛
- 2006 - 亚军
- 2010 - 第11名
- 2014 - 第9名
- 2019 - 第11名
- 2023 - 第15名

### 欧洲篮球锦标赛
- 1949 - 第三名
- 1951 - 第八名
- 1953 - 未参赛
- 1955 - 未参赛
- 1957 - 未参赛
- 1959 - 未参赛
- 1961 - 第十七名
- 1963 - 未参赛
- 1965 - 第八名
- 1967 - 第十二名
- 1969 - 第十名
- 1971 - 未参赛
- 1973 - 第十一名
- 1975 - 第十二名
- 1977 - 未参赛
- 1979 - 第九名
- 1981 - 第九名
- 1983 - 第十一名
- 1985 - 未参赛
- 1987 - 欧洲冠军
- 1989 - 亚军
- 1991 - 第五名
- 1993 - 第四名
- 1995 - 第四名
- 1997 - 第四名
- 1999 - 第十六名
- 2001 - 第九名
- 2003 - 第五名
- 2005 - 欧洲冠军
- 2007 - 第四名
- 2009 - 亞軍
- 2011 - 第六名
- 2013 - 第十一名
- 2015 - 第五名
- 2017 - 第八名
- 2022 - 第五名

## 当前阵容(2024巴黎奧運)
主教练: 瓦西利斯·斯潘諾利斯
| 背号 | 姓名                    | 身高 | 位置 | 年齡 | 所属球队          |
| ---- | ----------------------- | ---- | ---- | ---- | ----------------- |
| 0    | 托馬斯·沃爾科普         | 193  | G    | 31   | 奥林匹亚科斯      |
| 5    | Giannoulis Larentzakis  | 196  | G    | 30   | 奥林匹亚科斯      |
| 6    | Dimitris Moraitis       | 194  | G    | 25   | 帕纳辛奈克斯      |
| 7    | Vassilis Toliopoulos    | 188  | G    | 28   | Aris Thessaloniki |
| 8    | Nick Calathes           | 198  | G    | 35   | AS Monaco         |
| 11   | Panagiotis Kalaitzakis  | 200  | F    | 25   | 帕纳辛奈克斯      |
| 14   | Giorgos Papagiannis     | 217  | C    | 27   | AS Monaco         |
| 15   | 瓦西利斯·哈拉兰波普洛斯 | 203  | F    | 27   | Türk Telekom      |
| 16   | Kostas Papanikolaou*    | 203  | F    | 33   | 奥林匹亚科斯      |
| 33   | Nikos Chougkaz          | 207  | F    | 23   | BC Andorra        |
| 34   | Giannis Antetokounmpo   | 211  | F    | 29   | 密爾瓦基公鹿      |
| 44   | Dinos Mitoglou          | 210  | F/C  | 28   | 帕纳辛奈克斯      |

* 队长

## 著名球员
- 尼克·加利斯
- 帕纳约蒂斯·扬纳基斯
- 帕纳约蒂斯·法索拉斯
- 法尼斯·克里斯托多罗
- 杰克·查卡利迪斯
- 斯潘诺里斯
- 揚尼斯·安戴托昆波